# Карла дел Понте
Карла дел Понте (итал. Carla del Ponte; Лугано 9. фебруара 1947) била је главна тужитељица при Међународном суду за ратне злочине почињене на подручју бивше Југославије тзв. „Хашки суд“ или „Хашки трибунал“ у периоду 1999. до 31. децембра 2007.
Карла дел Понте родила се у граду Лугано у Швајцарској 9. фебруара 1947. у италијанској породици. Након завршене средње школе студирала је право у Берну, Женеви и касније у Уједињеном Краљевству. Године 1972. завршила је магистеријум права (Legum Magistra). Недуго после магистеријума запошљава се у правном предузећу у Лугану, коју напушта 1975. када Карла оснива своју фирму. Године 1981. Карла дел Понте именована је за истражног судију, и недуго после за јавног тужиоца у окружном суду у Лугану. Као јавни тужилац дел Понте је радила са случајевима преваре, трговине дрогом, кријумчарења оружја, тероризма и шпијунаже. У том раздобљу заједно са истражним судијом Ђованијем Фалконеом открила је везе између швајцарских перача новца и италијанских кријумчара дроге кроз тзв. „пица везу“. Послије Фалконијеве смрти и преживљеног атентата у Палерму, Карла дел Понте постала је одлучна у борби са злочиначким скупинама, и упорна у својим намјерама.
Пошто је одслужила петогодишњи мандат као главни судија у Швајцарској, дел Понтеова је 1999. именована за главног тужиоца за следеће судове:
- Међународни суд за ратне злочине почињене на подручју бивше Југославије те за
- Међународни суд за ратне злочине почињене на подручју Руанде.

Због броја и дугог трајања процеса Хашког трибунала за Југославију, 2003, Уједињене нације именују за главног тужиоца Трибунала за Руанду Хасана Бубасара Џалова.
На дужности главног тужиоца Хашког трибунала за Југославију њу је наследио белгијски правник Серж Брамерц 1. јануара 2008.

## После Хага
Још 2007. године је именована за сљедећег амбасадора Швајцарске у Аргентини са сједиштем у Буенос Ајресу. Крајем марта 2008. године, изашла је у продају њена књига „Лов: Ја и ратни злочинци“, написана у сарадњи са бившим новинаром Њујорк тајмса, Чаком Садетиком (или Судетићем) (енгл. Chuck Sudetic), која је и прије свог изласка наишла на бурне реакције у јавности, због своје бризантне садржине.